# Simple Desktop Display Manager
Simple Desktop Display Manager (SDDM) — дисплейный менеджер X Window System и Wayland. SDDM был написан с нуля на языке C++11 и поддерживает установку тем через QML. SDDM является заменой устаревшему KDE Display Manager и интегрируется в KDE Frameworks 5, KDE Plasma 5 и KDE Applications 5.
Simple Desktop Display Manager является свободным и открытым программным обеспечением, распространяемым под лицензией GNU GPL второй или более новой версии.

## Принятие
В 2013 году члены Fedora KDE решили выбрать, в качестве дисплейного менеджера по умолчанию SDDM, начиная с Fedora 21.
KDE выбрал Simple Desktop Display Manager преемником KDE Display Manager в KDE Plasma 5.